# Burl Ives
Burl Ives (Hunt City, Illinois, 14 de junio de 1909 - Anacortes, Washington, 14 de abril de 1995) fue un actor, compositor y cantante estadounidense, ganador del premio Oscar.

## Vida y carrera

### Inicios
Su nombre completo era Burl Icle Ivanhoe Ives, y nació cerca de Hunt City, Illinois. Sus padres eran Levi "Frank" Ives (1880–1947) y Cordelia "Dellie" White (1882–1954), y tuvo seis hermanos: Audry, Artie, Clarence, Argola, Lillburn, y Norma. Siendo niño, su tío le oyó cantar mientras se encontraba en el jardín con su madre. Le gustó tanto que le invitó a cantar en una reunión de veteranos en Hunt City, en la cual interpretó una versión de la balada "Barbara Allen", impresionando tanto a su tío como al público.
Entre 1927 y 1929, Ives se educó en el Eastern Illinois State Teachers College (actualmente Eastern Illinois University) en Charleston, Illinois, aunque abandonó pronto los estudios. Seguidamente, el 23 de julio de 1929 Ives hizo una grabación de prueba en Richmond, Indiana, del tema "Behind the Clouds" para el sello Gennett, pero la grabación fue rechazada y destruida pocas semanas después.

### Décadas de 1930 y 1940
Ives viajó por los Estados Unidos como cantante itinerante en los inicios de los años treinta, ganándose la vida con diferentes trabajos y tocando el banjo. Fue arrestado en Mona (Utah) por vagancia y por cantar “Foggy, Foggy Dew,” canción que las autoridades consideraban subida de tono.  Hacia 1931 empezó a actuar en la emisora radiofónica WBOW (AM) de Terre Haute, Indiana. Además, en esa época decidió volver a la escuela, acudiendo a clase en el Indiana State Teachers College (actualmente Indiana State University).
En 1940 Ives empezó su propio show radiofónico, titulado The Wayfaring Stranger con motivo de una de sus baladas. A lo largo de la siguiente década popularizó varias canciones populares, tales como “Foggy, Foggy Dew” (una canción de raíces inglesas e irlandesas), “Blue Tail Fly” (una vieja melodía de la época de la Guerra Civil de los Estados Unidos), y “Big Rock Candy Mountain” (una antigua cancioncilla vagabunda).  
A principios de 1942, Ives fue reclutado para servir en el Ejército de los Estados Unidos. Fue destinado primero a Fort Dix, y después a Camp Upton, donde formó parte del reparto del musical de Irving Berlin This Is the Army. Cuando el espectáculo pasó a Hollywood, fue transferido a las Fuerzas Aéreas del Ejército de los Estados Unidos. Se licenció, aparentemente por razones médicas, en septiembre de 1943. Entre septiembre y diciembre de 1943 Ives vivió en California con el actor Harry Morgan (que se haría más adelante famoso por interpretar al Coronel Sherman T. Potter en la serie televisiva M*A*S*H), y ese mes de diciembre Ives se trasladó a Nueva York para trabajar en la emisora de radio CBS, con un sueldo de 100 dólares semanales.
El 6 de diciembre de 1945 se casó con la guionista Helen Peck Ehrlich, con la que tuvo un hijo, Alexander, en 1949. El mismo año de su matrimonio fue elegido para actuar como cowboy cantante en el film Smoky (1945).
Su primer gran éxito fue la versión que hizo de la canción inglesa del siglo XVII “Lavender Blue”, nominada al Óscar a la mejor canción original por su uso en la película de 1949 Dentro de mi corazón.

### Década de 1950: lista negra comunista
Ives fue identificado en el panfleto de 1950 Red Channels y en la lista negra de Hollywood como un artista con supuestos lazos comunistas. En 1952 cooperó con el Comité de Actividades Antiestadounidenses (HUAC) aceptando testificar. Afirmó no ser miembro del Partido Comunista de los Estados Unidos, pero que sí había acudido a varias reuniones sindicales con el cantante Pete Seeger simplemente para estar en contacto con la clase trabajadora. 
Su cooperación con el HUAC le sacó de la lista negra, permitiéndole seguir trabajando en el cine. Pero también le distanció de otros muchos cantantes folk, entre ellos Seeger, que se sentía traicionado por Ives. Cuarenta y un años después, Ives se reunió con Seeger en un concierto benéfico en Nueva York, cantando juntos "Blue Tail Fly".

### Décadas de 1950 – 1960

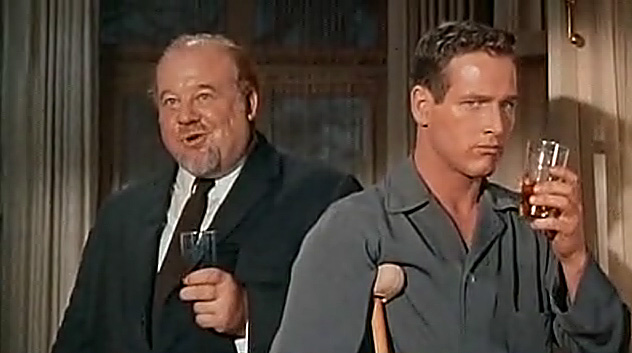
Ives (izquierda) con Paul Newman en La gata sobre el tejado de zinc.

En esta década Ives amplió sus actuaciones cinematográficas. Entre los títulos en los cuales actuó se incluyen East of Eden, La gata sobre el tejado de zinc, Desire Under the Elms, Wind Across the Everglades, Horizontes de grandeza (film que le valió el Óscar al mejor actor de reparto), y Our Man in Havana, película basada en la novela de Graham Greene.

### Décadas 1960 – 1990
En los años sesenta Ives empezó a cantar country con mayor frecuencia, y en 1962 editó tres canciones muy populares: "A Little Bitty Tear", "Call Me Mister In-Between", y "Funny Way of Laughing".
Ives hizo varios papeles televisivos y cinematográficos en los años sesenta y setenta. Así, en 1962 protagonizó junto a Rock Hudson The Spiral Road, basada en una novela de Jan de Hartog. En 1964 trabajó en The Brass Bottle, con Tony Randall y Barbara Eden, y fue el narrador del especial televisivo de Rankin/Bass en stop motion Rudolph the Red-Nosed Reindeer. 
Ives también actuó en otras producciones televisivas, entre ellas Pinocchio y Raíces. Además, fue protagonista de dos series televisivas: O.K. Crackerby! (1965–66) y The Bold Ones: The Lawyers (1969–72). Así mismo, Ives participó de manera ocasional en producciones de tema macabro, como The Man Who Wanted to Live Forever (1970) y The Other Way Out (1972), esta última dentro del show de Rod Serling Galería Nocturna.
Ives y Helen Peck Ehrlich se divorciaron en febrero de 1971. Dos meses más tarde se casó en Londres con Dorothy Koster Paul. En sus últimos años Ives y su esposa vivieron en Anacortes, Washington, en el área de Puget Sound. 
En reconocimiento a su influencia en la música vocal estadounidense, el 25 de octubre de 1975 Ives fue galardonado con la Award of Merit del Glee Club de la Universidad de Pensilvania.
Por otra parte, Ives cedió su imagen y su nombre a la campaña "This Land Is Your Land — Keep It Clean", llevada a cabo en los años setenta por el Bureau of Land Management.

### Fallecimiento
Ives falleció en Anacortes, Washington, a causa de un cáncer de boca, en 1995. Fue enterrado en el Cementerio Mound de Hunt City, Illinois.

## Escritor
La autobiografía de Ives, The Wayfaring Stranger, se publicó en 1948. También escribió o compiló otros libros, entre ellos Burl Ives' Songbook (1953), Tales of America (1954), Sea Songs of Sailing, Whaling, and Fishing (1956), y The Wayfaring Stranger's Notebook (1962).

## Discografía

### Álbumes
- Okeh Presents the Wayfaring Stranger (1941)
- The Wayfaring Stranger (1944)
- Okeh Presents the Wayfaring Stranger (1944)
- BBC Presents The Martins and the Coys (1944)
- Lonesome Train: A Musical Legend (1944)
- Sing Out, Sweet Land! (1945)
- A Collection of Ballads and Folk Songs (1945, 1950)
- Ballads and Folk Songs, Volume 2 (1946, 1949)
- A Collection of Ballads, Folk and Country Songs, Volume 3 (1949, 1950)
- The Wayfaring Stranger (1949, 1954)
- Animal Fair: Songs for Children (1949)
- Mother Goose Songs (1949)
- The Return of the Wayfaring Stranger (1949)
- The Wayfaring Stranger (1950)
- Hymns Sung by Burl Ives (1950)
- More Folksongs (1950)
- Burl Ives Sings the Lollipop Tree, The Little Turtle, and The Moon Is the North Wind's Cookie (1950)
- Tubby the Tuba (Victor Jory)/Animal Fair: Songs for Children (Burl Ives) (1950)
- Sing Out, Sweet Land! (1950)
- Historical America in Song (1950)
- Christmas Day in the Morning (1952)
- Folk Songs Dramatic and Humorous (1953)
- Women: Songs About the Fair Sex (1953)
- Coronation Concert (1954)
- The Wayfaring Stranger (1955)
- The Wild Side of Life (1955)
- Men: Songs for and About Men (1955)
- Down to the Sea in Ships (1956)
- Women: Folk Songs About the Fair Sex (1956)
- Burl Ives Sings In the Quiet of the Night (1956)
- Burl Ives Sings for Fun (1956)
- Children's Favorites (1956)
- Burl Ives Sings Songs for All Ages (1957)
- Christmas Eve with Burl Ives (1957)
- Songs of Ireland (1958)
- Captain Burl Ives' Ark (1958)
- Old Time Varieties (1958)
- Australian Folk Songs (1958)
- A Lincoln Treasury (contiene Lonesome Train: A Musical Legend) (1959)
- Cheers (1959)
- Burl Ives Sings Little White Duck and Other Children's Favorites (1959, 1963, 1974)
- Ballads (1959)
- Return of the Wayfaring Stranger (1960)
- Burl Ives Sings Irving Berlin (1960)
- Manhattan Troubadour (1961, 1970)
- The Best of Burl Ives (1961, 1973)
- The Versatile Burl Ives! (1961)
- Songs of the West (1961)
- It's Just My Funny Way of Laughin' (1962)
- Burl Country Style (1962)
- Spotlight on Burl Ives and the Folk Singers Three (1962)
- Sunshine in My Soul (1962)
- Songs I Sang in Sunday School (1963)
- Burl Ives and the Korean Orphan Choir Sing of Faith and Joy (1963)
- Singin' Easy (1963)
- The Best of Burl's for Boys and Girls (1963, 1980)
- Walt Disney Presents Summer Magic (1963)
- Burl Ives Presents America's Musical Heritage (1963)
- Walt Disney Presents Burl Ives' Animal Folk (1963)
- Walt Disney Presents Burl Ives' Folk Lullabies (1964)
- Scouting Along with Burl Ives (1964)
- True Love (1964)
- Burl Ives Sings Pearly Shells and Other Favorites (1964)
- Chim Chim Cheree and Other Children's Choices (1964)
- My Gal Sal and Other Favorites (1965)
- On the Beach at Waikiki (1965)
- Have a Holly Jolly Christmas (1965)
- Shall We Gather at the River?  (1965)
- The Lollipop Tree (1965)
- The Daydreamer (1966)
- Burl's Choice (1966)
- Something Special (1966)
- I Do Believe (1967)
- Burl Ives Sings (1967)
- Rudolph the Red-Nosed Reindeer (1967)
- Greatest Hits (1967)
- Burl's Broadway (1967)
- The Big Country Hits (1968)
- Sweet, Sad and Salty (1968)
- The Times They Are A-Changin' (1968)
- Christmas Album (1968)
- Got the World by the Tail (1969)
- Time (1970, 1978)
- How Great Thou Art (1971)
- Christmas at the White House (1972)
- Payin' My Dues Again (1973)
- Song Book (1973)
- Little Red Caboose and Other Children's Hits (1974)
- The Best of Burl Ives, Vol. 2 (1975)
- Hugo the Hippo (1976)
- Christmas by the Bay (1977)
- We Americans: A Musical Journey With Burl Ives (1978)
- Live in Europe (1979)

## Singles de éxito
| Año  | Sencillo                                                                         | Posiciones en las listas | Posiciones en las listas      | Posiciones en las listas | Posiciones en las listas | Posiciones en las listas |
| Año  | Sencillo                                                                         | US                       | Hot Adult Contemporary Tracks | Hot Country Songs        | UK Singles Chart         |                          |
| ---- | -------------------------------------------------------------------------------- | ------------------------ | ----------------------------- | ------------------------ | ------------------------ | ------------------------ |
| 1948 | "Blue Tail Fly" (con The Andrews Sisters y la Orquesta de Vic Schoen)            | 24                       | -                             | -                        | -                        |                          |
| 1949 | "Lavender Blue (Dilly Dilly)" (con Captain Stubby and The Buccaneers)            | 16                       | -                             | 13                       | -                        |                          |
| 1949 | "Riders In the Sky (A Cowboy Legend)"                                            | 21                       | -                             | -                        | -                        |                          |
| 1951 | "On Top of Old Smoky" (con Percy Faith y su Orquesta)                            | 10                       | -                             | -                        | -                        |                          |
| 1952 | "Wild Side of Life" (con Grady Martin y The Slewfoot Five)                       | 30                       | -                             | 6                        | -                        |                          |
| 1954 | "True Love Goes On and On" (con Gordon Jenkins y su Orquesta y Coro)             | 23                       | -                             | -                        | -                        |                          |
| 1957 | "Marianne" (con The Trinidaddies)                                                | 84                       | -                             | -                        | -                        |                          |
| 1961 | "A Little Bitty Tear" (con The Anita Kerr Singers y la Orquesta de Owen Bradley) | 9                        | 1                             | 2                        | 9                        |                          |
| 1962 | "Funny Way of Laughin'" (con la Orquesta de Owen Bradley)                        | 10                       | 3                             | 9                        | 29                       |                          |
| 1962 | "Call Me Mr. In-Between" (con la Orquesta de Owen Bradley)                       | 19                       | 6                             | 3                        | -                        |                          |
| 1962 | "Mary Ann Regrets" (con la Orquesta y Coros de Owen Bradley)                     | 39                       | 13                            | 12                       | -                        |                          |
| 1963 | "The Same Old Hurt" (con la Orquesta y Coros de Owen Bradley)                    | 91                       | -                             | -                        | -                        |                          |
| 1963 | "Baby Come Home To Me"                                                           | 131                      | -                             | -                        | -                        |                          |
| 1963 | "I'm the Boss" (con la Orquesta y Coros de Owen Bradley)                         | 111                      | -                             | -                        | -                        |                          |
| 1963 | "This Is All I Ask"                                                              | 67                       | -                             | -                        | -                        |                          |
| 1963 | "It Comes and Goes"                                                              | 124                      | -                             | -                        | -                        |                          |
| 1963 | "True Love Goes On and On"<small                                                 | 66                       | -                             | -                        | -                        |                          |
| 1964 | "Pearly Shells (Popo O Ewa)" (con la Orquesta de Owen Bradley)                   | 60                       | 12                            | -                        | -                        |                          |
| 1965 | "My Gal Sal" (con la Orquesta de Owen Bradley)                                   | 122                      | -                             | -                        | -                        |                          |
| 1965 | "Chim Chim Cheree"                                                               | 120                      | -                             | -                        | -                        |                          |
| 1966 | "Evil Off My Mind"                                                               | -                        | -                             | 47                       | -                        |                          |
| 1967 | "Lonesome 7-7203"                                                                | -                        | -                             | 72                       | -                        |                          |
| 1968 | "I'll Be Your Baby Tonight" (con la Orquesta de Robert Mersey)                   | 133                      | 35                            | -                        | -                        |                          |
| 1998 | "A Holly Jolly Christmas"                                                        | -                        | 30                            | -                        | -                        |                          |

### Singles (selección)
- Foggy, Foggy Dew / The Ballad of Rodger Young (1945)
- Grandfather Kringle / The Twelve Days of Christmas (1951)
- Great White Bird / Brighten The Corner Where You Are  (1953)
- That's My Heart Strings / The Bus Stop Song (1956)
- We Loves Ye Jimmy / I Never See Maggie Alone (1959)
- A Little Bitty Tear / Shanghied (1961)
- Funny Way of Laughing / Mother Wouldn't Do That (1962)
- Call Me Mr. In-Between / What You Gonna Do, Leroy? (1962)
- Mary Ann Regrets / How Do You Fall Out of Love? (1962)
- The Twelve Days of Christmas / Indian Christmas Carol (1962)
- I'm the Boss / The Moon Is High (1963)
- True Love Goes On and On / I Wonder What's Become of Sally (1963)
- On The Front Porch / Ugly Bug Ball (1963)
- Four Initials on a Tree /This Is Your Day (1964)
- Pearly Shells / What Little Tears Are Made Of (1964)
- Salt Water Guitar / The Story of Bobby Lee Trent (1964)
- A Holly Jolly Christmas / Snow for Johnny (1965)
- Evil Off My Mind / Taste of Heaven (c. 1967)
- Lonesome 7-7203 / Hollow Words (1967)
- That's Where My Baby Used to Be / Bury the Bottle With Me (1968)
- I'll Be Your Baby Tonight / Maria, If I Could (1968)
- Santa Mouse / Oh, What a Lucky Boy I Am (1968)
- Gingerbread House / Tumbleweed Snowman (c. 1970)
- The Best Is Yet to Come & Stayin' Song / Blue Tail Fly (1972)
- Mrs. Johnson's Happiness Emporium / Anytime You Say (1973)
- The Tail of the Comet Kohoutek / A Very Fine Lady (1974)
- It's Gonna Be a Mixed Up Xmas / The Christmas Legend of Monkey Joe (1978)
- A Visit from St. Nicholas / Instrumental (1986)

## Actuaciones teatrales (selección)[16]
- Pocohontas Preferred (1935–1936)[17]
- I Married an Angel (1938)
- The Boys from Syracuse (23 de noviembre de 1938 – 10 de junio de 1939)
- Heavenly Express (18 de abril – 4 de mayo de 1940)
- This Is the Army (4 de julio – 26 de septiembre de 1942)
- Sing Out Sweet Land (27 de diciembre de 1944 – 24 de marzo de 1945)
- She Stoops to Conquer (1950)[18]
- Knickerbocker Holiday (1950)[19]
- The Man Who Came to Dinner (1951)[20]
- La leyenda de la ciudad sin nombre (12 de noviembre de 1951 – 19 de julio de 1952)
- Show Boat (1954)[21]
- La gata sobre el tejado de zinc (24 de marzo de 1955 – 17 de noviembre de 1956)
- Dr. Cook's Garden (25–30 de septiembre de 1967)

## Filmografía (selección)

### Televisión
- Playhouse 90: The Miracle Worker (1957)
- Rudolph the Red-Nosed Reindeer (1964)
- O.K. Crackerby! (1965–1966)
- Pinocchio (1968)
- Alias Smith and Jones “The McCreedy Bust” (1971)
- The Bold Ones: The Lawyers (1969–1972)
- Raíces (1977)
- Little House on the Prairie: The Hunters (1977)
- The New Adventures of Heidi (1978)
- The Bermuda Depths (1978)
- Caravan of Courage: An Ewok Adventure (1984)

### Cine
- Smoky (1946)
- Estação West (1948)
- Dentro de mi corazón (1948)
- Serra (1950)
- East of Eden (1954)
- The Power and the Prize (1956)
- La gata sobre el tejado de zinc (1958)
- Desire Under the Elms (1958)
- Horizontes de grandeza (1958)
- Wind Across the Everglades (1958)
- Dia do Outlaw (1959)
- Our Man in Havana (1959)
- Let No Man Write My Epitaph (1960)
- The Spiral Road (1962)
- Summer Magic (1963)
- The Brass Bottle (1964)
- Ensign Pulver (1964)
- Jules Verne's Rocket to the Moon (1967)
- The McMasters (1970)
- Baker's Hawk (1976)
- The Depths Bermudas (1978)
- Just You and Me, Kid (1979)
- Earthbound (1981)
- White Dog (1982)
- Caravan of Courage: An Ewok Adventure (1984)
- Uphill All the Way (1986)
- Two Moon Junction (1988)

## Premios y reconocimientos
Premios Óscar
| Año  | Categoría              | Película               | Resultado |
| ---- | ---------------------- | ---------------------- | --------- |
| 1959 | Mejor actor de reparto | Horizontes de grandeza | Ganador   |